# بوبي كوهن
بوبي كوهن (بالإنجليزية: Bobby Cohen)‏ هو منتج أفلام أمريكي، ولد في 8 يناير 1970 في نيويورك في الولايات المتحدة.

## وصلات خارجية
- بوبي كوهن على موقع IMDb (الإنجليزية)
- بوبي كوهن على موقع بوكس أوفيس موجو (الإنجليزية)
- بوبي كوهن على موقع قاعدة بيانات الفيلم (الإنجليزية)